# Nicole Gergely
Nicole Gergely (* 12. November 1984 in Judenburg, Steiermark) ist eine österreichische Golfproette der Ladies European Tour.
Gergely begann im Alter von 13 Jahren mit dem Golfsport. Sie gewann 2005 sowohl die Internationale als auch die Nationale Österreichische Meisterschaft und belegte bei den British Ladies Amateur den zweiten Platz.
Im November 2005 schlug sie die Laufbahn als Berufsgolferin ein und qualifizierte sich ab 2006 für die Ladies European Tour. 2008 wurde sie Dritte der Ladies Scottish Open und im Jahre 2009 gelang Gergely nach einem 5. Platz bei den Deutsche Bank Ladies Open der erste Turniersieg bei den Open de France Dames.

## Ladies European Tour Siege
- 2009 Randstad Open de France Dames